# Moș Nicolae

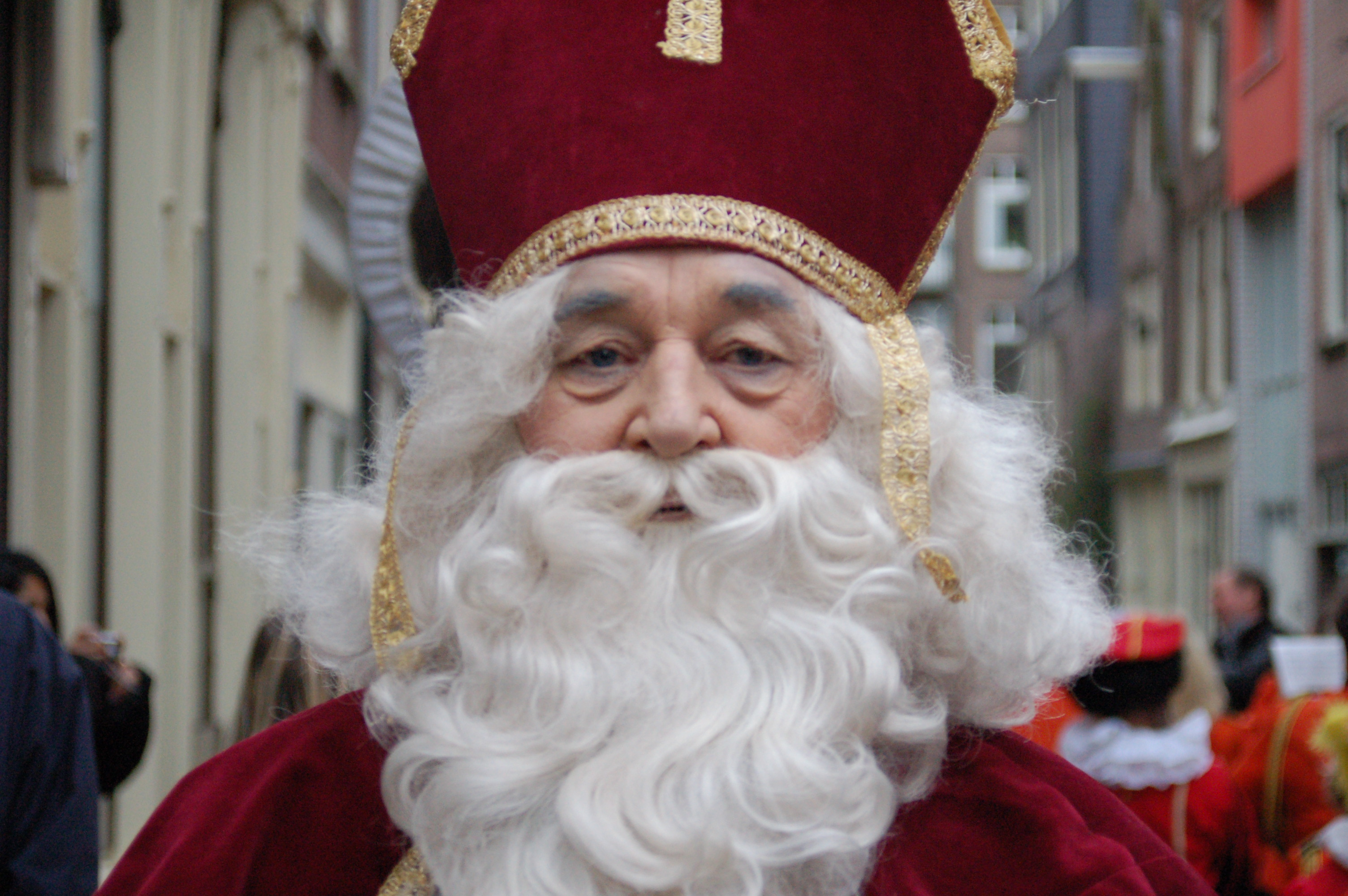
Personatge que encarna el Moș Nicolae

Moș Nicolae és un personatge llegendari i mític, que porta regals als nens la vigília de la festivitat de Sant Nicolau, la tarda del 5 de desembre. El personatge té corresponsals a tota l'Europa central (Moș Nicolae o Moș Nicolai a Romania, Mikulás a Hongria, Mikuláš a la República Txeca i Eslovàquia i Mikołaj a Polònia), però també a l'Europa occidental (Nikolaus: Alemanya, Sinterklaas: Països Baixos, Saint Nicolas: França).
El personatge és molt semblant al Pare Noel, ambdós són una adaptació de Sant Nicolau, ambdós amb túnica vermella i duent regals als infants.

## Tradició
La vigília del 6 de desembre, els nens tradicionalment deixen una bota nadalenca a l'ampit de la finestra, esperant que Moș Nicolae l'ompli de fruites, caramels, fruits secs, xocolatines i ocasionalment alguna petita joguina.
A diferència que el Pare Noel, que té una dona, la Sra. de Moș Nicolae no existeix a Hongria. A la República Txeca, Eslovènia i Eslovàquia, Mikulàs sovint ve amb dos assistents: un àngel que distribueix regals als nens bons i un Krampusz, un elf (en algunes versions un diable), que castiga els nens dolents.
Arriben a les llars el 6 de desembre on viuen els nens petits i els fan regals. Mentre que als nens "bons" se'ls donen fruites, dolços i joguines, els nens "dolents" no poden esperar més que fusta, diversos trossos de carbó, cebes o papes crues que Krampusz va deixar com una advertència que l'any vinent només en poden obtenir més. No obstant això, atès que ningú no és considerat bo ni dolent, la majoria dels nens reben dolços.

## Les diferències entre el Moș Nicolae i el Pare Noel
- El Moș Nicolae porta regals als nens la vigília del dia de Sant Nicolau, mentre que el Pare Noel ve la nit de Nadal;
- El Moș Nicolae ve muntat sobre un cavall blanc, mentre que el Pare Noel ve en un trineu arrossegat per rens;
- El Moș Nicolae deixa regals als nens bons amb botes polides, i el Pare Noel els deixa sota l'arbre de Nadal;
- El Moș Nicolae deixa un pal als nens entremaliats, mentre que el Pare Noel els deixa carbó;
- El Moș Nicolae és solter, mentre que el Pare Noel té dona la vigília de Nadal.

## Moș Nicolae durant els règims comunistes
Fins al 1989, durant la influència de la Unió Soviètica a l'Europa de l'Est, els règims comunistes van intentar substituir el Pare Noel per la Guerrilla Santa, en el seu intent d'eliminar el paper de la religió de les tradicions i secularitzar per la força la cultura d'aquests països.